# Idice

L'Idice est un torrent, affluent du Reno (fleuve) qui a ses sources entre les monts Oggioli et Canda à 950 m d’altitude, près du col de la Raticosa (Firenzuola). À part les premiers 1,5 km en Toscane et les derniers 5 km en province de Ferrare, son cours est entièrement en province de Bologne, traversant les communes de Monghidoro, Loiano, Monterenzio, Ozzano dell'Emilia, San Lazzaro di Savena, Castenaso, Budrio, Molinella.
Sa longueur est de 75 km, avec un débit moyen de 12 m3/s, il baigne un bassin de 800 km2. Au début son cours est rapide et tortueux, dans une vallée encaissée et d’aspect assez varié (alternant zone boisée, formations rocheuses puis crayeuses dans sa dernière partie). La vallée s’élargit en arrivant en plaine près de Pizzocalvo et Castel de' Britti, dans la commune de San Lazzaro di Savena.
Dans la plaine il reçoit à gauche, le torrent Zena et le fleuve Savena dans la localité de Borgatella de San Lazzaro di Savena ; fleuve qui lui apporte la majeure partie de son eau, surtout en période estivale où il ne reste jamais complètement à sec.
Après avoir baigné Castenaso et Budrio, il est dévié de son ancien lit vers l’est et reçoit, à droite, les torrents Centonara (long de 20 km), Quaderna (long de 34 km) et son affluent, le torrent Gaiana (long de 22 km).
Il conflue avec le Reno à San Biagio d'Argenta après avoir traversé la zone d’expansion de Campotto, où le fleuve vide son « trop plein. »  À cet endroit, un système de portes d’écluses empêche la remontée des eaux du Reno dans l'Idice en cas de crues défavorables.

## La vallée

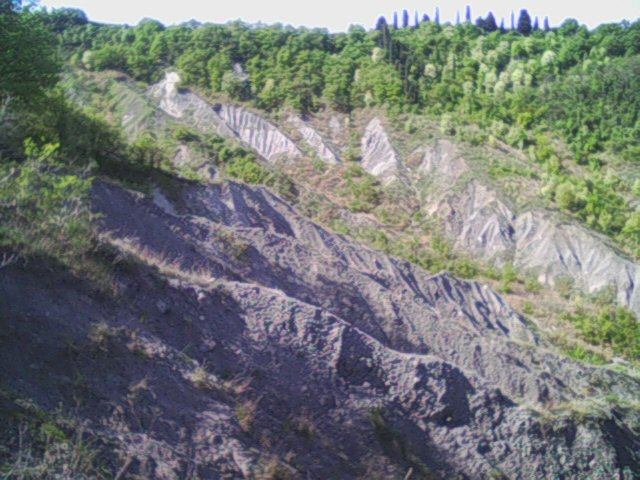
Parc regional dei Gessi Bolognesi e Calanchi dell'Abbadessa

La vallée est intéressante du point de vue de la géologie et de la nature, mais le système de captation des sources de montagne laisse, en été, le torrent pratiquement à sec jusqu’à sa confluence avec le Savena. Dans le passé l’Idice, Zena, Quaderna, Gaiana ne restaient jamais à sec, même en période de sécheresse.
Pour gérer les problèmes environnementaux ont été institués l'Oasi fluviale del Molino Grande (géré par le WWF, où une faune très variété trouve refuge) et  le Parco dei Gessi Bolognesi et Calanchi dell'Abbadessa.
À l’époque romaine, le fleuve était noté comme Idex Flumen et est même reporté sur la  Table de Peutinger (Tabula Peutingeriana, carte du XIIe siècle qui relatait un ancien itinéraire romain du IVe siècle).

## Sources
- (it) Cet article est partiellement ou en totalité issu de l’article de Wikipédia en italien intitulé « Idice » (voir la liste des auteurs).